# Sechs Kies
I Sechs Kies (젝스키스?, Jekseu KiseuLR, Cheksŭ K'isŭMR) sono un gruppo musicale sudcoreano attivo dal 1997 al 2000 e riformatosi nel 2016.
Al loro debutto il 15 aprile 1997, sono uno dei gruppi K-pop (di prima generazione) di grande successo. Il gruppo è attualmente composto dai membri: Eun Ji-won, Lee Jai-jin, Kim Jae-duck e Jang Su-won.
Il gruppo si sciolse il 20 maggio 2000. Si riunirono il 14 aprile 2016. Il 10 maggio 2016, firmarono un contratto con la YG Entertainment.

## Formazione
Attuale
- Eun Ji-won – leader, voce, rap (1997-2000; 2016-presente)
- Lee Jai-jin – rap (1997-2000; 2016-presente)
- Kim Jae-duck – rap (1997-2000; 2016-presente)
- Jang Su-won – voce (1997-2000; 2016-presente)

Ex-membri
- Ko Ji-yong – voce (1997-2000)
- Kang Sung-hoon – voce (1997-2000)

## Discografia

### Album in studio
- 1997 – School Byeolgok
- 1997 – Welcome To The Sechskies Land
- 1998 – Road Fighter
- 1998 – Special Album
- 1999 – Com’Back
- 2017 – Another Light

### EP
- 2020 – All For You

### Raccolte
- 1999 – 1020 Mix
- 2000 – Blue Note
- 2016 – 2016 Re-ALBUM
- 2017 – The 20th Anniversary

### Album dal vivo
- 1999 – Sechskies Live Concert